# Мартинес, Алессандра
Алессандра Мартинес (итал. Alessandra Martines) (19 сентября 1963, Рим) — итальяно-французская актриса, бывшая балерина, получившая известность благодаря роли Фантагиро в телесериале «Пещера золотой розы».

## Биография
В пять лет вместе с родителями переехала в Париж. Училась в Парижской консерватории музыки и танца. После окончания учёбы Алессандра выступала в составе Нью-Йоркского балета Джорджа Баланчина, а также в итальянских балетных труппах. Её дебютом в кино была картина «Мисс Аризона» с Марчелло Мастроянни. В 1991 году режиссёр Ламберто Бава пригласил актрису на главную роль в сериале «Пещера золотой розы», а роль Фантагиро сделала её звездой. В 1993 году она познакомилась с известным французским режиссёром Клодом Лелушем, который предложил ей роль в своём фильме «Всё об этом». После съёмок они поженились. В 1998 году родила дочь Стеллу. Сейчас в разводе. Алессандра свободно говорит на французском, итальянском и английском языках. В 2013 году Алессандра родила второго ребёнка — сына Хьюго от молодого актёра Сирила Дескура, с которым они были вместе с 2008 года. В 2018 года она заявила в эфире итальянского телевидения о своём расставании с ним.

## Фильмография
- 1987 — Мисс Аризона
- 1988 — Синдбад за семью морями
- 1989 — Шаги любви
- 1991 — Пещера золотой розы
- 1992 — Пещера золотой розы-2
- 1993 — Всё об этом
- 1993 — Пещера золотой розы-3
- 1994 — Пещера золотой розы-4
- 1995 — Люмьер и компания
- 1995 — Отверженные
- 1996 — Мужчина, женщина, способ применения
- 1996 — Пещера золотой розы-5
- 1998 — Случай или совпадение
- 1999 — Одна за всех
- 2001 — Безумный день среда / Mercredi, folle journée!
- 2002 — Амнезия
- 2002 — А теперь, дамы и господа!
- 2003 — Несколько дней между нами
- 2004 — Клара и я
- 2004 — Человеческий жанр — часть 1/камео
- 2005 — Эдда
- 2005 — Королевский дворец
- 2005 — Смелость любить
- 2005 — Цвета жизни
- 2006—2017 — Честь и уважение
- 2007 — Легенда о трёх ключах
- 2008 — Два дня убийства
- 2008 — Кровь и роза / Sangue e la rosa — Ортенсия Дамиани
- 2009 — Королева и кардинал / La reine et le cardinal — Анна Австрийская
- 2009 — Три дня страха
- 2010—2015 — Грех и стыд
- 2011 — Комиссар Рекс
- 2011 — Меня зовут Бернадетт
- 2016 — Красный паук